# Fridrich Pfaff
Fridrich August Georg Karl Ludwig Pfaff (* 21. November 1855 in Darmstadt; † 17. April 1917 in Freiburg im Breisgau) war ein deutscher Historiker, Germanist und Bibliothekar an der Universitätsbibliothek Freiburg.
Fridrich Pfaff stammte aus einer hessischen Försterfamilie. Sein Vater Ludwig war Maler. Nach beendigter Gymnasialausbildung studierte er an der Universität Heidelberg, insbesondere bei Karl Bartsch. Mit 27 Jahren ging er an die Universitätsbibliothek in Freiburg im Breisgau und wurde dort 1888 etatmäßig als Bibliothekar angestellt. Nach dem Tode von Anton Birlinger übernahm Pfaff im Jahr 1892 die Herausgabe der Alemannia. 1902 wurde er zum Professor und 1913 zum Hofrat ernannt. Er starb im Alter von 62 Jahren am 17. April 1917 in Freiburg im Breisgau. Nach seinem Tode wurde die Alemannia nicht weitergeführt. Sein begonnener Handschriftenkatalog der Universitätsbibliothek Freiburg blieb unvollendet.
Er war 1893 Mitbegründer des Vereins für badische Volkskunde sowie lange Jahre erster Vorsitzender des Vereins, Vorsitzender der Freiburger Abteilung des Deutschen Sprachvereins und im Vorstand der Gesellschaft für Geschichtskunde des Breisgaus.
In den Jahren vor dem Ersten Weltkrieg wohnte er in der Starkenstraße 1 im Freiburger Stadtteil Herdern.

## Auszeichnungen
- Orden vom Zähringer Löwen, Ritter 1. Klasse[1]
- Regierungs-Jubiläums-Medaille 1902[1]

## Schriften (Auswahl)
- Guillaume Fichets Brief über die Erfindung der Buchdruckerkunst. In: Centralblatt für Bibliothekswesen, Jg. 5, 1888, S. 201–206 (Digitalisat).
- Vollständige Textausgabe: Die Große Heidelberger Liederhandschrift (Codex Manesse). In getreuem Textabdruck [ursprünglich in Lieferungen zwischen 1899 und 1909] herausgegeben von Fridrich Pfaff. Titelausgabe der zweiten, verbesserten und ergänzten Auflage bearbeitet von Hellmut Salowsky. Universitätsverlag C. Winter, Heidelberg 1984, ISBN 3-533-03525-5.
- Festschrift zum vierhundertjährigen Gedächtniß des ersten Freiburger Buchdrucks 1493–1893.